# Ókrug de Zakatali
El ókrug de Zakatali (del ruso: Закатальский округ) un okrug (entidad administrativa) del Imperio ruso en la región del Cáucaso entre los siglos XIX y XX.

## Historia
Las crónicas georgianas, describen la región de Zakatali como parte del reino de Gereta poblado por georgianos que, en el siglo X el rey Danar de Kajetia, convirtió a la Iglesia griego-georgiana. A principios del siglo XI, el rey Kvirike III incorporó Gereta a Kajetia.
En el siglo XV el rey georgiano Alejandro I dejó Kajetia a su hijo menor David. En la misma época se estableció el okrug de Zakatali en la ubicación del actual, en la parte oriental de Kajetia, siendo el lugar para controlar la ruta de invasión por parte de los habitantes de Daguestán, los lezguinos (ávaros caucásicos). 
A principios del siglo XVII, el sah Abás I, el Grande devastó Kajetia, provocando una matanza y esclavizando a la población, llevando turcos azeríes para repoblarla, lo que favoreció las incursiones de los lezguinos, que bajo la protección de los kanes persas, actuaban en partidas organizadas. 

### Repoblación musulmana
Durante los siglos XVII y XVIII, los ávaros caucásicos apoyados por los persas y por los voivodas turcos azeríes, saquearon la región y esclavizaron a sus habitantes, imponiendo a la población autóctona georgiana que permaneció en la zona la fe musulmana, generándose una fuerte distorsión en el idioma. Esta población de origen georgiano convertida al islam se conoce como ingiloi (ингилой, 'los convertidos').

### Okrug de Dzhar-Belokan
Los ávaros construyeron dos fuertes, el de Dzhary y el de Belokany, que darán nombre a la región, respondiendo a la expansión rusa en la zona, toma el nombre de Okrug de Dzhar-Belokan (Джаро-Белокан округ), incluyéndose en el sultanato de Elisuy (Елисуйское султанство). 

### Operación militar en el Okrug de Dzhar-Belokan
Con la conquista de Georgia por parte de Rusia, se vio la necesidad de detener las incursiones en el territorio de Kajetia de los Lezgins de Dzhar, junto con los Kazykums. En 1803 se inició una operación de castigo comandada por el Mayor General Gulyakov.
El 15 de enero de 1804, durante una persecución, el propio Gulyakov fue asesinado, y su fuerza perdió efectividad operativa, pero los Lezgins habían sufrido tales pérdidas con las operaciones, que pronto iniciaron las conversaciones de paz con Orbeliani (Орбелиани), segundo del general Gulyakov, que solicitó la rendición. La expedición dejó una profunda huella y el 3 de abril de 1804, en Tiflis, la delegación de la Unión de los Lezghins y Belakanos firmó la rendición ante Rusia, y se comprometieron a un pago anual de 220 Pods de seda.

### Anexión a Rusia
Después del levantamiento de 1830, el territorio de Dzhar-Belokan fue incorporado a Rusia, formando el óblast de Dzhar-Belokan (Джаро-Бедоканская область). Fue renombrado el año 1844 como okrug de Dzhar-Belokan (Джаро-Белоканский округ) e incorporado en la Gobernación de Elizavetpol. 
En el año 1859 el okrug de Dzharo-Belokan cambió el nombre por el de okrug de Zakatali (Закатальский округ), incorporándose como okrug Militar a la Gobernación de Tiflis.

## Geografía
Limita al norte y noreste con el óblast de Dagestán; al oeste, con la Gobernación de Tiflis; y al sur y sureste con la Gobernación de Elizavetpol
En cuanto a su configuración geográfica, se divide en tres partes:
- la norte, montañosa, que corresponde con la vertiente sur de la cordillera del Cáucaso, formando las cumbres la frontera con el óblast de Dagestán. Los picos más importantes son el Sari-Dar, el Gudur-dar, el Antsal-dar, el Dindi-dar, el Kamatsana-dar, el Murov-dar, etc. El terreno es escarpado y pedregoso, formando estrechas gargantas y valles;
- la parte centra, un terreno llano regado por el río Alazani, que era la parte más rica del okrug;
- la sur, entre Nujin y Signa, que se ubica en la ribera izquierdo del río Alazani-Ayre, siendo muy seca y de terreno plano estepario poco poblado.

## División administrativa
El okrug estaba dividido en cuatro uchast (участк):
- Uchast de Aliabad (Алиабадский участк)
- Uchast de Kaj (Кахский участк)
- Uchast de Belokan (Белоканский участк)
- Uchast de Dharomuja (Джаромухахский участк)

## Demografía

### Evolución de la población en el Okrug de Zakatala[2]
| 1872-1874   | 1883-1884   | 1894        | 1897        | 1915        | verstas2     |
| ----------- | ----------- | ----------- | ----------- | ----------- | ------------ |
| 68.800 hab. | 74.300 hab. | 81.100 hab. | 84.200 hab. | 79.600 hab. | 3.5 verstas2 |

#### Distribución religiosa del Okrug de Zakatali[1]
- Iglesia ortodoxa	 5,36 (rusa-georgiana)
- Musulmanes sunies	93,9%

### Distribución étnica del Okrug de Zakatali en 1871[3]
| Rusos | Georgianos | Armenios | Montañeses | Azeríes |
| ----- | ---------- | -------- | ---------- | ------- |
| 0,3 % | 20.0 %     | 0.2 %    | 41%        | 38      |

### Población de Zakatali entre 1897 y 1913[4]
| Territorio   | Población en 1897 | Población en 1913 | Densidad de población | Crecimiento anual | Población urbana |  |
| ------------ | ----------------- | ----------------- | --------------------- | ----------------- | ---------------- |  |
| 3.5 verstas2 | 84.200 hab.       | 96,500 hab        | 27.5 por versta2      | 1,0%              | 5.3%             |  |